# Estadio Municipal Alcaldesa Ester Roa Rebolledo
Das Estadio Municipal de Concepción (deutsch Städtisches Stadion von Concepción, voller Name: Estadio Municipal de Concepción "Alcaldesa Ester Roa Rebolledo") ist ein Fußballstadion mit Leichtathletikanlage in der chilenischen Stadt Concepción. Die Fußballvereine CD Universidad de Concepción, Club Deportivo Arturo Fernández Vial und Deportes Concepción tragen hier ihre Heimspiele aus. Derzeit fasst es 30.448 Zuschauer, wobei die Ränge komplett bestuhlt sind.

## Geschichte
Das städtische Stadion wurde von 1959 bis 1962 erbaut und am 16. September des Jahres eröffnet. Das Ziel war Austragungsort der Fußball-Weltmeisterschaft 1962 zu werden. Letztendlich wurde die Anlage aber nicht berücksichtigt. Im Jahr 1987 wurden hier Spiele der Junioren-Fußballweltmeisterschaft ausgetragen. Vier Jahre später fanden zwei Gruppenspiele der Copa América 1991 in Concepción statt. 2010 wurde das Stadion nach der verstorbenen Ex-Bürgermeisterin der Stadt, Ester Roa Rebolledo, benannt.
Die Spielstätte wurde von 2013 bis 2015 renoviert. Die Kosten von rund 30 Milliarden CLP werden durch die regionale Regierung sowie das Investitionsprogramm Chilestadios des Instituto Nacional de Deportes (IND) gedeckt. Die Spielstätte wurde den Vorgaben der FIFA für internationale Spiele angepasst. Unter anderem wurden die Tribünen erneuert und die Lücken auf den Oberrängen der Stadionkurven geschlossen, die Bestuhlung erneuert und die Ränge überdacht sowie eine neue Flutlichtanlage installiert. Das Spielfeld aus Naturrasen wurde mit einem Drainage-System sowie einer Rasenheizung unterlegt. In den Kurven wurde unter dem Dach zwei Videowände mit je einer Größe von 28 Quadratmeter installiert. Am 20. Mai 2015 wurde erstmals das neue Flutlicht getestet.
2015 wurden Spiele der Copa América und der U-17-Fußball-Weltmeisterschaft im städtischen Stadion von Concepción ausgetragen.

## Galerie

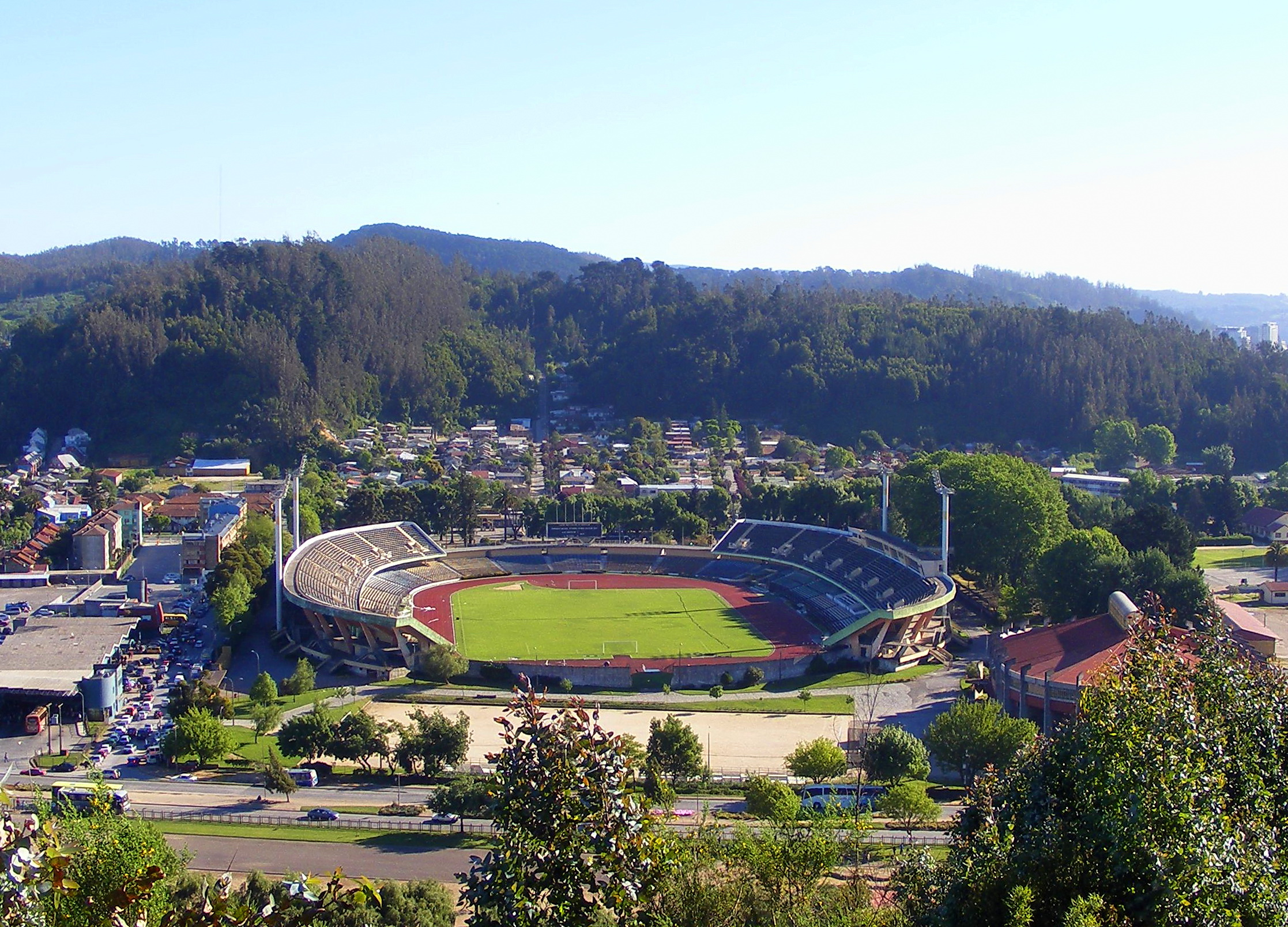
Das Stadion im Jahr 2010
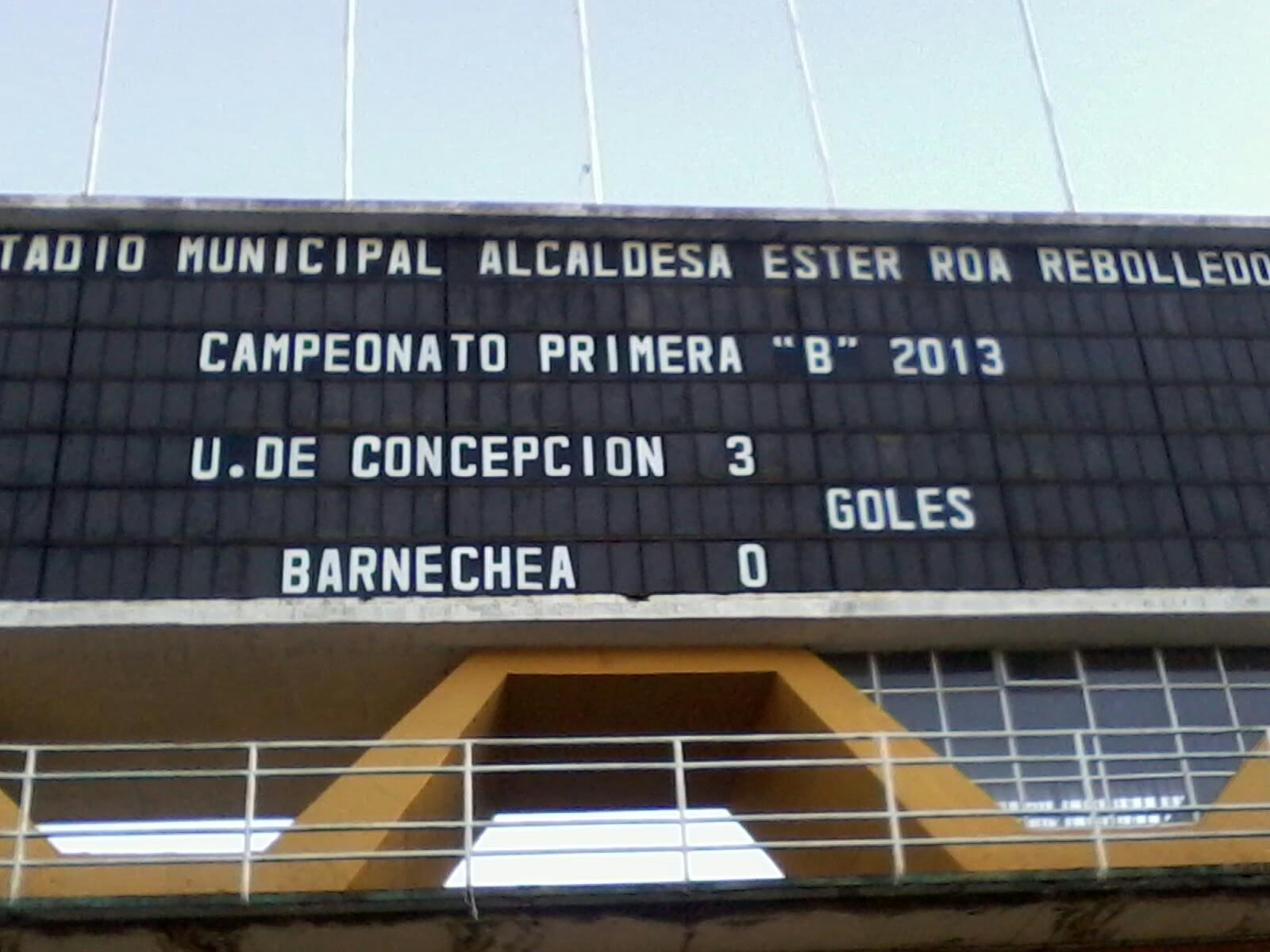
Die alte Anzeigetafel
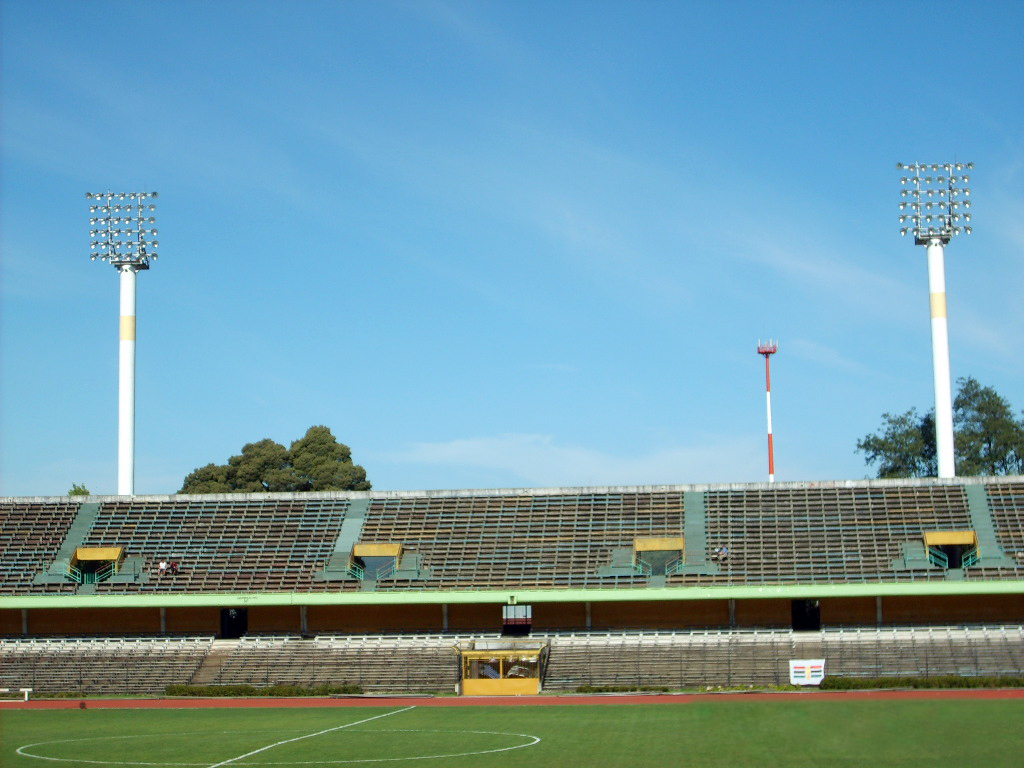
Die alte Gegengerade (2007)